# Michal Šanda

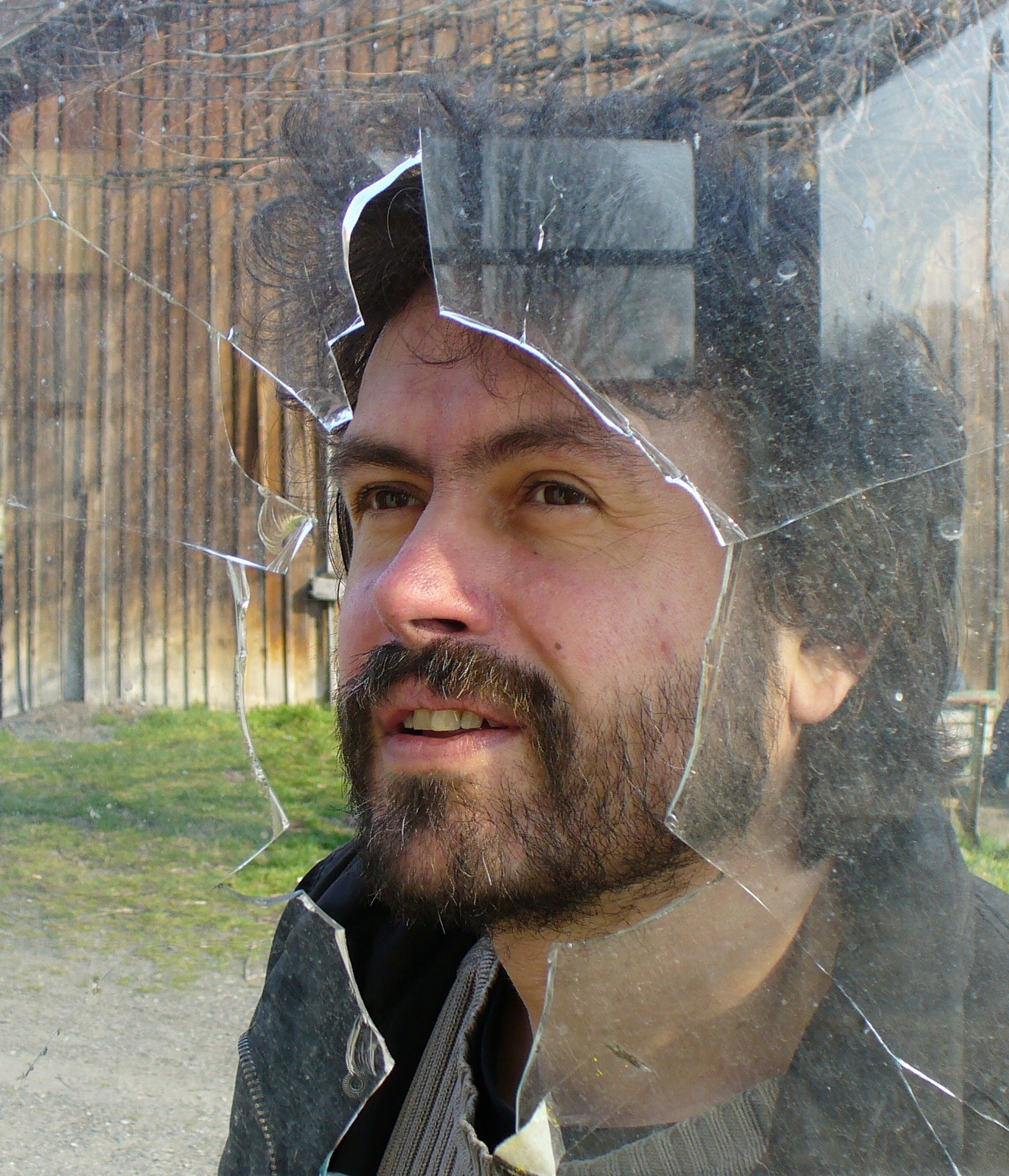
Michal Šanda

Michal Šanda, född 10 december 1965 i Prag, Tjeckien, är en tjeckisk författare.